# Republiek Kliprivier
De republiek Kliprivier was een kortstondige Boerenrepubliek in het tegenwoordige KwaZoeloe-Natal, Zuid-Afrika.

## Geschiedenis
De republiek werd gesticht door de laatste Voortrekkers in de Britse Natalkolonie na de annexatie van de Boerenrepubliek Natalia. Op 7 januari 1847 tekenden de Boeren van Kliprivier een verdrag met de Zoeloekoning Mpande waarmee de republiek tussen de Tugelarivier en de Buffelsrivier gesticht werd met Andreas Theodorus Spies als staatshoofd. De republiek werd enkele maanden later geannexeerd door Harry Smith, die hier later de stad Ladysmith stichtte.